# Copa Movistar 2011 (voleibol)
La I Copa Movistar se llevó a cabo del 25 al 27 de marzo de 2011 en el Coliseo Niño Héroe Manuel Bonilla, Lima, Perú. Las selección juvenil de Perú representó a la Confederación Sudamericana de Voleibol; y las de Cuba, Puerto Rico y República Dominicana, a la NORCECA.

## Equipos participantes
- Cuba
- Perú
- Puerto Rico
- República Dominicana

## Fase única

### Resultados
| Fecha    | Encuentro                          | Resultado | Set   | Set   | Set   | Set   | Set | Puntuación total |
| Fecha    | Encuentro                          | Resultado | 1     | 2     | 3     | 4     | 5   | Puntuación total |
| -------- | ---------------------------------- | --------- | ----- | ----- | ----- | ----- | --- | ---------------- |
| 25-03-11 | Cuba - República Dominicana        | 3-0       | 25-20 | 25-16 | 25-15 |       |     | 75-51            |
| 25-03-11 | Perú - Puerto Rico                 | 3-0       | 25-20 | 25-13 | 25-12 |       |     | 75-45            |
| 26-03-11 | Cuba - Puerto Rico                 | 3-0       | 25-14 | 25-10 | 25-15 |       |     | 75-39            |
| 26-03-11 | Perú - República Dominicana        | 1-3       | 25-23 | 17-25 | 19-25 | 17-25 |     | 78-98            |
| 27-03-11 | República Dominicana - Puerto Rico | 3-1       | 21-25 | 28-26 | 25-18 | 25-11 |     | 99-80            |
| 27-03-11 | Perú - Cuba                        | 1-3       | 25-19 | 20-25 | 18-25 | 16-25 |     | 79-94            |

### Clasificación
| Pos | Equipo               | PJ | PG | PP | SF | SC | PTS |
| --- | -------------------- | -- | -- | -- | -- | -- | --- |
| 1   | Cuba                 | 3  | 3  | 0  | 9  | 1  | 6   |
| 2   | República Dominicana | 3  | 2  | 1  | 6  | 5  | 5   |
| 3   | Perú                 | 3  | 1  | 2  | 5  | 6  | 4   |
| 4   | Puerto Rico          | 3  | 0  | 3  | 1  | 9  | 3   |

## Campeón
| Cuba           |
| Campeón        |
| CUBA 1º título |

## Clasificación general
| Pos | Equipo               |
| --- | -------------------- |
| 1   | Cuba                 |
| 2   | República Dominicana |
| 3   | Perú                 |
| 4   | Puerto Rico          |